# Будање
Будање (словен. Budanje, итал. .) је насеље на десној обали реке Випаве у општини Ајдовшчина у покрајини Приморска која припада Горишкој регији у Републици Словенији Насеље се налази на надморској висини од 239,8 метра, 28,3 km од италијанске границе и на 5,3 km од Ајдовшчине. Површина насеља је 5,28 km², на којој живи 780 становника.
Будање је познат воћарски и виноградарски крај. Будањске слатке кајсије, трешње, крушке и грожђе налази се на трпезама у Горици, Идрији, Љубљани и Трсту.
Састоји се од четири мања насеља:Будање, Причевска Вас, Шумљак и Лог при Випави.
Парохијска црква у насељу је посвећена св. Николи и припада Копарској епархији. Друга црква која припада парохији је изграђен на малом брду изнад главног села и посвећена Светом Акакију. Црква у Логу је посвећена Утешитељу жалосних и невољних припада Випавској парохији.
За време Хабсбуршке владавине Будање је било независан град.
Између два светска рата било је независан град у који су била укључена и данашња насеља Долга Пољана у општини Ајдовшчина и Дупље у општини Випава.